# Фейдер, Жак
Жак Фейдер (фр. Jacques Feyder, настоящее имя Жак Фредерикс; 21 июля 1885 — 24 мая 1948) — бельгийский (с 1928 года — французский) режиссёр, сценарист, актёр. Большинство картин снял во Франции, работал в США и Великобритании. В 1936 году на Венецианском кинофестивале признан лучшим режиссёром за фильм «Героическая кермесса». Является ярким выразителем художественного направления «поэтический реализм».
Il est l’homme-cinéma. Il voit cinéma, pense cinéma, vit pour le cinéma
Это — человек-кино. Он смотрит кино, думает о кино, живёт для киноМарсель Карне

## Биография и творчество
Жак Фредерикс родился в 1885 году в Бельгии (по данным ряда энциклопедических источников, год рождения Фейдера — 1888). Окончил школу при воинском подразделении в Нивеле, но военной карьерой не увлёкся. В 25 лет переехал в Париж, где, трансформировав фамилию в Фейдер, начал кинематографическую карьеру на студии Gaumont. Также он играл на сцене парижских театров «Мишель» и «Порт Сен Мартен». Во время гастролей в Лионе в 1913 году он познакомился с актрисой Франсуазой Розе, ставшей вскоре его женой. Снимался как актёр у режиссёра Луи Фейада. Позже работал ассистентом режиссёра. В 1916 году снял свой первый фильм «Господин Пенсон — полицейский». В 1917 году призван на военную службу, в 1919 — демобилизован.
В 1921 году на свой страх и риск за 10 000 франков покупает у Пьера Бенуа права на нашумевший роман «Атлантида» и экранизирует его. Одноимённый фильм получил хорошие отзывы у зрителей и прессы. В следующем году режиссёр экранизирует рассказ Анатоля Франса «Кренкебиль». Вскоре после этого ему предложили должность художественного руководителя новой кинокомпании Vita Films в Вене, вместе с контрактом на три фильма. Там он поставил фильм «L’Image» (1923), но компания разорилась, и Фейдер вернулся в Париж. Там он обращается к экранизации литературной классики («Кармен» по новелле Проспера Мериме и «Тереза Ракен» по роману Эмиля Золя), а также пишет сценарии для других режиссёров. В 1928 году натурализовался во Франции. В 1929 году закончил съёмки картины «Новые господа», которая стала его последним немым фильмом и последним фильмом, снятым им перед отъездом в США. Со временем фильм приобрёл ценность исторического документа, как сатира на парламентаризм, и первоначально был запрещён как «покушение на честь и достоинство Парламента и министров». После долгих хлопот и минимальных цензурных поправок он наконец вышел в прокат, но успех фильма был ослаблен появлением звукового кинематографа.
В 1929 году компания MGM приглашает Фейдера работать в Голливуд. Первой его работой в Америке стал фильм «Поцелуй» с Гретой Гарбо в главной роли (картина стала последней её работой в немом кино). Приняв участие ещё в нескольких проектах и не достигнув соглашения с MGM о дальнейшем финансировании, вернулся во Францию. Здесь в течение трёх лет он создал три картины, признанных впоследствии шедеврами поэтического реализма. «Большая игра» (1934 год) — о молодом парижанине, вступившем во Французский Иностранный легион для спасения чести семьи. Драма «Пансион „Мимоза“» (1935 год) рассказывает о молодом игроке в казино, запутавшемся в долгах и любовных связях. Вершиной творчества Жака Фейдера, в том числе в направлении поэтического реализма, стал его фильм «Героическая кермесса» (1935 год) — романтическая комедия в исторических декорациях XVII-го века, который был удостоен большого количества наград. Все эти картины созданы в соавторстве со сценаристом Шарлем Спааком. Необходимо упомянуть, что помощником режиссёра в этих трёх фильмах работал будущий классик «поэтического реализма» Марсель Карне. Фейдер часто импровизировал на съёмочной площадке и побуждал к тому же исполнителей: «Дайте актёру свободу действий, что-нибудь да получится», ― любил говорить он.
Фильм «Героическая кермесса» был снят с разным актёрским составом в двух редакциях: французской и немецкой («Die klugen Frauen», дословно Мудрые женщины). В каждой из них свою роль играла только Франсуаза Розе — жена Жака Фейдера, снимавшаяся во многих его фильмах. Картину с энтузиазмом оценили в Германии, премьера состоялась в Берлине 15 января 1936 года в присутствии Геббельса. Тем не менее, через несколько дней после начала войны в 1939 году, фильм был запрещён в Германии и оккупированных странах Европы. В 1939 году Фейдер закончил работу над фильмом «Закон Севера», который в период «странной войны» был запрещён цензурой, по-видимому, в связи с полным отсутствием в нём показной бодрости и «воинского духа». На экраны фильм вышел только в 1942 году в сокращённом варианте и под названием «Тропа Севера». Жак Фейдер и Франсуаза Розе спешно были вынуждены искать убежища в Швейцарии.
В Швейцарии Фейдер поставил фильм «Женщина исчезает». Эта картина состоит из нескольких драматических новелл, каждая из которых посвящена изображению трагической судьбы женщины, причём роли всех героинь исполняет Франсуаза Розе. В 1945 году Фейдер вернулся во Францию, где в последний раз он появился на съёмочной площадке в качестве руководителя психологической драмы «Макадам» (практически постановка осуществлялась режиссёром Марселем Блистеном). В этом фильме обратила на себя внимание Симона Синьоре, впервые выступившая в значительной роли. Впоследствии Симона Синьоре с благодарностью вспоминала, каким вниманием окружали её, юную дебютантку, Жак Фейдер и Франсуаза Розе.
Фейдер является автором книги «Кино — наша профессия» (1943, соавтор Ф. Розе).
Жак Фейдер умер в Пранжене, Швейцария 24 мая 1948 года в возрасте 62 лет.

## Оценки
Леон Муссинак назвал его «выдающемся первооткрывателем», а Клод Отан-Лора отмечал, что «Жак Фейдер скоро оказался во главе горстки людей, которые боролись за восприимчивость, ум и благородство нашей профессии». Сам Фейдер вспоминал, что Анатоль Франс, просмотрев «Кренкебиля», сказал: «А я, право, даже позабыл, что в моей новелле столько всего…». По мнению Антониони: «Постоянное общение с таким режиссёром, как Фейдер, человеком светлого ума и к тому же посвящённым во все тайны своего ремесла, завершило и обогатило процесс творческого формирования Карне, развив присущее ему от природы безошибочное чувство формы». «Хотя многие, кто вышел на поле (поэтического реализма) позже и затмил его (например, Карне, Ренуар), вклад Фейдера здесь, несомненно, имеет жизненно важное значение.» Джек Исон, «Большая игра» / Сinelogue.com (6 июля 2010 года).

## Память
- Изображён на бельгийской почтовой марке 1991 года.
- В его честь назван лицей в Эпине-сюр-Сен (Épinay-sur-Seine).

## Избранная фильмография
- 1915 — Вампиры / Les Vampires (актёр)
- 1916 — Господин Пенсон — полицейский / Monsieur Pinson policier
- 1921 — Атлантида / L’Atlantide
- 1922 — Кренкебиль / Crainquebille
- 1923 — Детские лица / Visages d’enfants
- 1925 — Грибиш / Gribiche
- 1926 — Кармен / Carmen
- 1928 — Новые господа / Les Nouveaux messieurs
- 1929 — Поцелуй /  The Kiss
- 1934 — Большая игра / Le Grand Jeu
- 1935 — Пансион «Мимоза» / Pension Mimosas
- 1935 — Героическая кермесса / La Kermesse héroïque
- 1937 — Рыцарь без доспехов (Рыцарь без лат) / Le Chevalier sans armure (Knight Without Armour)
- 1939 — Закон Севера / La Piste du nord
- 1942 — Женщина исчезает / Une femme disparaît